# Hervormde Kerk (Losser)
De Hervormde Kerk in Losser staat aan het Raadhuisplein 2 in het centrum van de Overijsselse plaats. Naast de kerk en ermee verbonden staat het Aleida Leurinkhuis.
Na de Reformatie hadden de protestanten vanaf ca. 1626 de oude Sint-Martinuskerk (gesloopt 1904) op het Martinusplein in bezit gekregen. In de Franse tijd moest dat kerkgebouw weer aan de rooms-katholieken teruggegeven worden en werd in 1810 een nieuwe protestantse kerk gebouwd. 
Het Aleida Leurinkhuis, dat naast de kerk staat, is genoemd naar Aleida Leurink een domineesvrouw uit Losser die van 1698 tot 1754 een dagboek heeft bijgehouden.
Kerk en Aleida Leurinkhuis zijn in 2010 grondig verbouwd en door een (glazen) corridor met elkaar verbonden, waardoor een modern kerkelijk centrum is ontstaan.
Beide gebouwen zijn Rijksmonumenten, evenals het zich in de kerk bevindende orgel.

## Geschiedenis

### De heroverde burcht
Onder invloed van de Franse Revolutie (1789) kwam ook in Nederland de scheiding van kerk en staat tot stand. Daardoor kwam er een eind aan de bevoorrechte positie van de protestantse kerk en zou een herverdeling van kerkelijke gebouwen en bezittingen plaats gaan vinden. Dat werd geregeld in de Grondwet van 1798, maar in Losser zou het nog tot 14 maart 1809 duren voordat koning Lodewijk Napoleon besloot dat de oude kerk per 1 januari 1810 aan de katholieken terug moest worden gegeven. Aan die teruggave was een felle strijd met de katholieken voorafgegaan. Honderd jaar later hebben de katholieken dat feit uitgebreid herdacht. De belangrijkste gebeurtenis was een lezing op 1 januari 1910 door W.L.S. Knuif, hoogleraar aan het seminarie Rijsenburg en later van 1914 tot 1948 pastoor in Denekamp. De lezing verscheen ook in druk en droeg de veelzeggende naam ‘De heroverde burcht’. ‘Vreemden’ (lees ‘protestanten’) waren bij de lezing niet welkom. De lezing is een ‘mooi’ voorbeeld van de in 1910 nog steeds verstoorde verhouding tussen katholieken en protestanten. Gelukkig liggen die tijden inmiddels ver achter ons.

### Een nieuwe kerk
Over de bouw van de nieuwe kerk die met financiële steun van de Koning (Lodewijk Napoleon) tot stand kwam, is nagenoeg niets bekend. Een ‘bouwdossier’ ontbreekt. Wel is bekend dat meester timmerman Gerrit Hagels uit Gildehaus het ontwerp voor de nieuwbouw heeft gemaakt. (Hagels tekende ook voor het ontwerp van de in 1811 in gebruik genomen hervormde kerk van Ootmarsum). 
Op 23 december 1810 werd in de nieuwe kerk voor het eerst gepreekt.

## Verbouwingen en restauraties

### Circa 1898
Aan het eind van de 19de begon de grote trek van arbeiders naar de textielindustrie van Twente en Gronau. De meeste van deze migranten waren niet katholiek, wat bijna per definitie betekende dat ze dan protestant waren. De kerkelijke gemeente groeide dus sterk en om al die mensen zondags een plaatsje in de kerk te kunnen geven moest er uitgebreid worden. Die uitbreiding werd gerealiseerd door in de kerk galerijen (‘hangzolders’) aan te brengen.

### 1955
Omdat de gemeente Losser een nieuw gemeentehuis wilde bouwen op de plek van de hervormde pastorie, werd die pastorie in 1954 aan de gemeente verkocht.
Daarmee kwam geld beschikbaar om het mensenpakhuis dat de kerk door de ‘hangzolders’ was geworden ingrijpend te restaureren. Toen ook werd het voorportaal aan de kerk toegevoegd, met in de gevel een steen met de tekst ‘Christus alleen is de VerLosser der wereld.’ Voorafgaande aan de heropening op 28 mei 1955 werden de nieuwe, deels door L. van Heek en Zn. NV betaalde, klokken aan het kerkbestuur overgedragen. De oude klokken waren in 1943 door de bezetter geroofd. Van de gelegenheid werd ook gebruikgemaakt om de oude, naast de kerk gelegen akkerburgerwoning (het ‘Bekhoes’) aan te kopen. Na restauratie onder leiding van de architect Jan Jans werd dit pand bestemd tot jeugdgebouw en kerkenraadskamer. Sindsdien draagt het de naam van Aleida Leurink.

### 1991
Het volgende grote project vond plaats in 1991. Het ging om een dringend noodzakelijke restauratie van het orgel. Voor die restauratie werd het orgel geheel gedemonteerd en overgebracht naar de werkplaats van de orgelbouwer. Door de afwezigheid van het orgel kon in de kerk groot onderhoud gepleegd worden.

### 2010
Kerk en Aleida Leurinkhuis zijn in 2010 grondig verbouwd en door een (glazen) corridor met elkaar verbonden, waardoor een modern kerkelijk centrum is ontstaan.
Deze tot nu toe meest ingrijpende verbouwing werd noodzakelijk en mogelijk door de verkoop van ‘Ons Gebouw’. De exploitatie van dat in 1933 gestichte verenigingsgebouw aan de Brinkstraat, was voor de ‘krimpende’ protestantse gemeente te kostbaar geworden. De verkoop van het gebouw maakte een totale renovatie van kerk en Aleida Leurinkhuis mogelijk. De kerkzaal werd grondig aangepast om er een multifunctionele ruimte van te maken. De banken werden verwijderd en er kwamen stoelen voor in de plaats. In het Aleida Leurinkhuis werden twee kamers omgebouwd tot één zaal(tje) met moderne keuken- en toiletvoorzieningen.

## Interieur

### Het orgel
Het orgel in de kerk dateert van 1725, dat was dus nog in de oude kerk. Het was gebouwd door Diedrich Martens, ‘orgelmacher zu Vreden’ (Dld.). De bouwkosten bedroegen 385 gulden, de vrouw van de orgelmaker kreeg nog 4 gulden om wijn van te kopen en de knecht kreeg een rijksdaalder drinkgeld. Totale kosten dus fl. 391,50. De bouwkosten konden niet helemaal uit eigen middelen betaald worden. Burgemeester Abraham Strick van Enschede (kenner van orgels) en ds. Henricus Keller (de man van Aleida Leurink) leenden 100 resp. 35 gulden. Hermannus Verbecke - hulponderwijzer te Losser – was de eerste organist en speelde op 19 augustus 1725 bij de officiële ingebruikneming voor de preek psalm 150 en erna psalm 100.

### Het nieuwe interieur
Bij de ingrijpende verbouwing van 2010 was Pim van Dijk uit Zutphen de interieurarchitect en liturgisch vormgever die meedacht en op een creatieve manier grotere en kleinere  ideeën uit de gemeente wist te vertalen in een plan dat met veel instemming is begroet. Er werd gekozen voor een ellipsvormige opstelling van de stoelen. Om praktische redenen is na verloop van tijd (na een evaluatie) voor het achterste gedeelte van de kerk overigens weer gekozen voor een klassieke opstelling. Helemaal centraal staat de avondmaalstafel, de plaats van de Maaltijd en de gebeden. Verder staat op die lengteas aan de kant van de preekstoel de katheder en aan de andere kant de doopvont en de paaskaars. Niet langer staat de preekstoel centraal, maar de gemeenschap, de kring van gemeenteleden, die met elkaar vieren en zichtbaar maken wat gemeente is.

### De predikantenborden
De twee predikantenborden zijn t.g.v. ‘400 jaar Hervormden in Losser’ in 1998 aangeboden door het Verjaardagsfonds van de kerk. Ze zijn vervaardigd door W. van den Berg (Atelier voor kerkelijk ambachtelijk kunst te Lienden), die in 1991 ook het opnieuw schilderen en vergulden van het snijwerk aan het orgel had verzorgd). De lijst van predikanten begint in 1598 met Pibo Ovittius van Abbema en loopt tot op heden door met de komst in 2014 van ds. Hennie Marsman.

### De preekstoel
De kansel dateert waarschijnlijk van 1667, na de eerste inval van de bisschop van Münster. ‘Op ‘Sunt Michelydag’ van dat jaar is de ‘erste predig gedaan op den nije predichstoel’. De kansel was dus door de protestanten zelf aangeschaft en mocht in 1810 meegenomen worden uit de oude Martinuskerk. Vóór 1954 was de preekstoel getooid met een vierzijdig klankbord. De preekstoel wordt overigens niet meer als zodanig gebruikt.

### De Statenbijbel
Op de kansel ligt een in het jaar 1756 bij Jacob en Hendrik Keur in Dordrecht gedrukte Statenbijbel. De bijbel is in 1991 geheel gerestaureerd. In de bijbel ligt een fraai gekalligrafeerde plaat, die herinnert aan Hermanus Teylers (1774 – 1794), die de bijbel aan de kerk geschonken heeft.

### De kroonluchters
Dezelfde Hermanus Teylers heeft ook een van de twee kroonluchters, die in de kerk hangen, geschonken. Dat blijkt uit de inscriptie in de betreffende luchter. De andere is een veel jongere kopie, van veel mindere kwaliteit.

### Het wandpaneel
In het Aleida Leurinkhuis hangt een wandpaneel (60 × 210 cm). Het zijn eigenlijk zes panelen die in één uit de vijftiger jaren van de vorige eeuw stammende lijst gevat zijn. De panelen zelf dateren waarschijnlijk van vóór 1600. 
De panelen tonen de instrumenten uit het lijdensverhaal: 
- Kromzwaard, lamp en drie dobbelstenen;
- Haan op baluster en geldbuidel met drie zilverlingen;
- Hamer, tang en drie draadnagels;
- Kruis met eronder een doodshoofd met bot;
- Gekruiste lans en lans waarop spons en touw;
- Ladder.

De panelen zijn afkomstig uit het beschot van oude banken die, nog afkomstig uit de oude Martinuskerk, in 1954 voor afbraak werden verkocht.

## Archief
Al uit 1509 zijn bepalingen overgeleverd over de bewaring van het archief. De stukken moesten bewaard worden in de kerk in Losser in een kist met drie sleutels. De pastoor, de kerkmeesters en de vicaris krijgen elk een sleutel in bezit. Het oudste archiefstuk dateert uit 1404, maar volgens de inventaris in 1974 opgesteld door de archiefdienst van de Nederlandse Hervormde Kerk bevat het archief vele belangwekkende stukken, waarvan sommige belangrijk hebben bijgedragen aan de kennis over middeleeuwse parochiële instellingen. Bovendien is Losser interessant als Twents grensdorp met een betrekkelijk kleine protestantse gemeente in een overwegend katholiek gebleven omgeving.
Het archief (tot 1951) is sedert november 1987 in bewaring bij het Collectie Overijssel in Zwolle. In te zien als Oud Archief Hervormde Gemeente Losser (toegang: 0473)

## Gebruik
Het kerkgebouw is vanaf 23 december 1810, toen er voor het eerst werd gepreekt onafgebroken in gebruik als kerk. Bij de verbouwing van 2010 zijn de  banken verwijderd en vervangen door stoelen, waardoor een multifunctionele ruimte is ontstaan voor maximaal 125 bezoekers. Zo worden er nu ook concerten, lezingen en voorstellingen gehouden.

## Galerij

Afbeeldingen
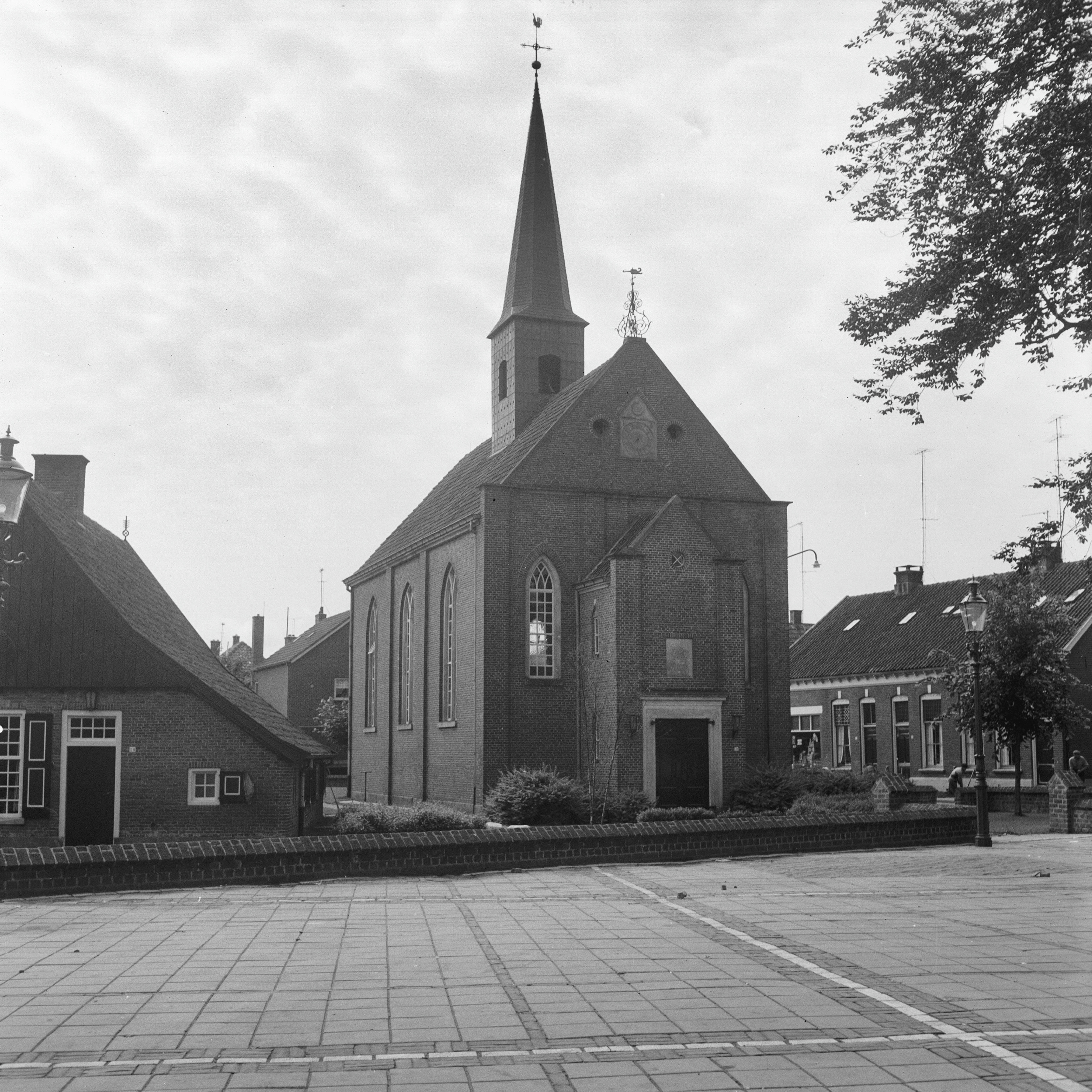
Exterieur kerk - 1963
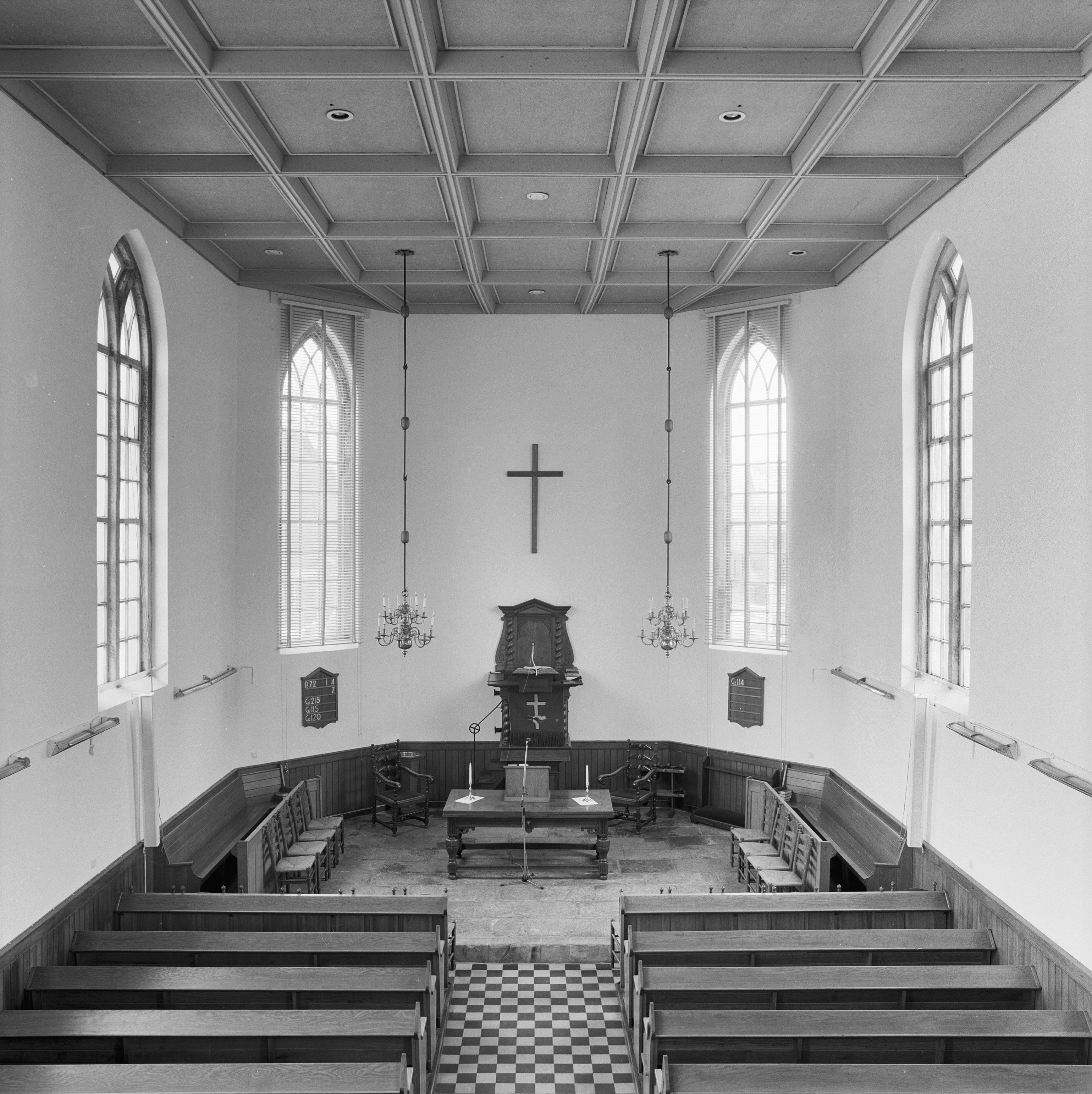
Interieur kerk - 1981
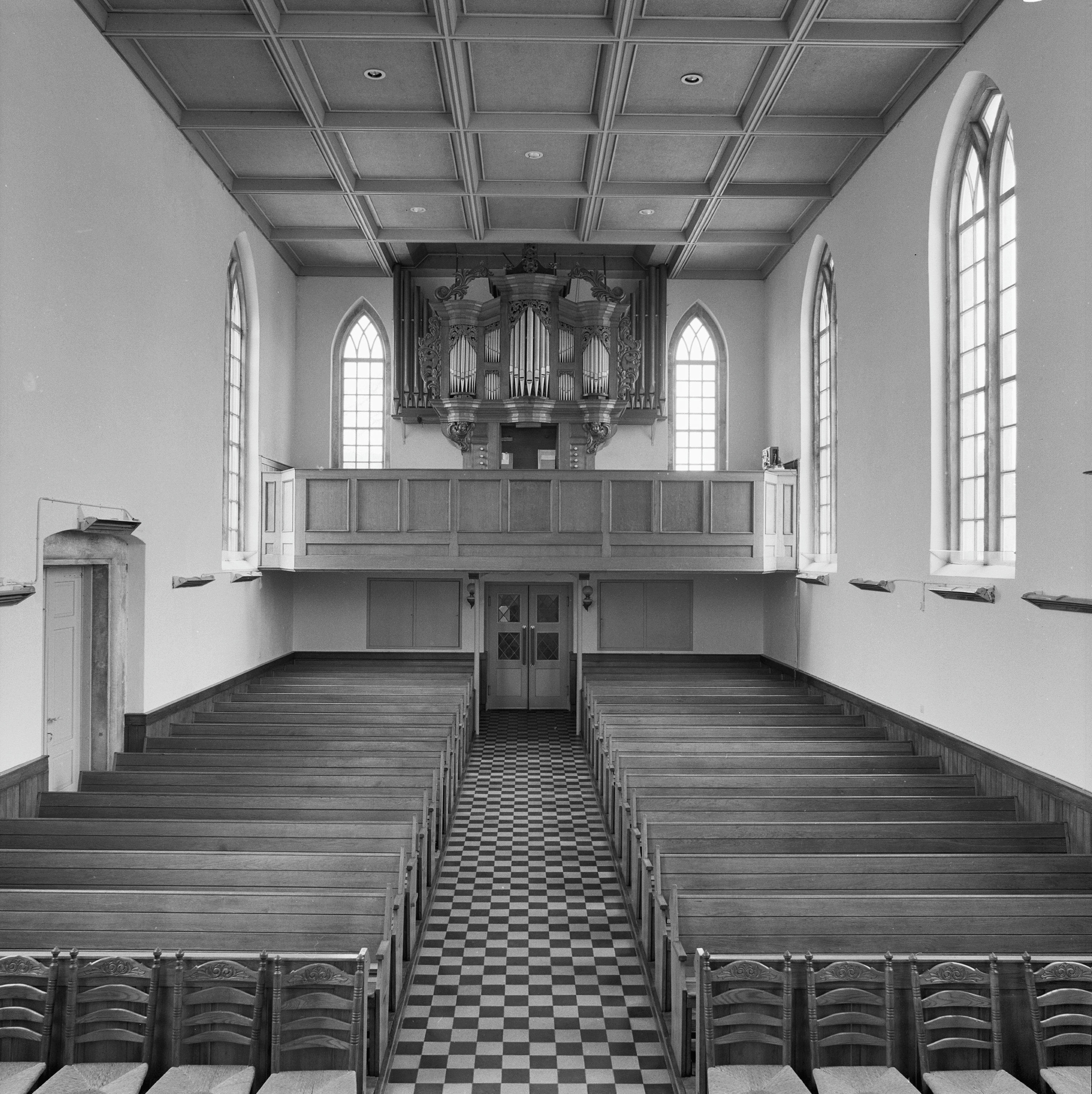
Interieur Westzijde - 1981
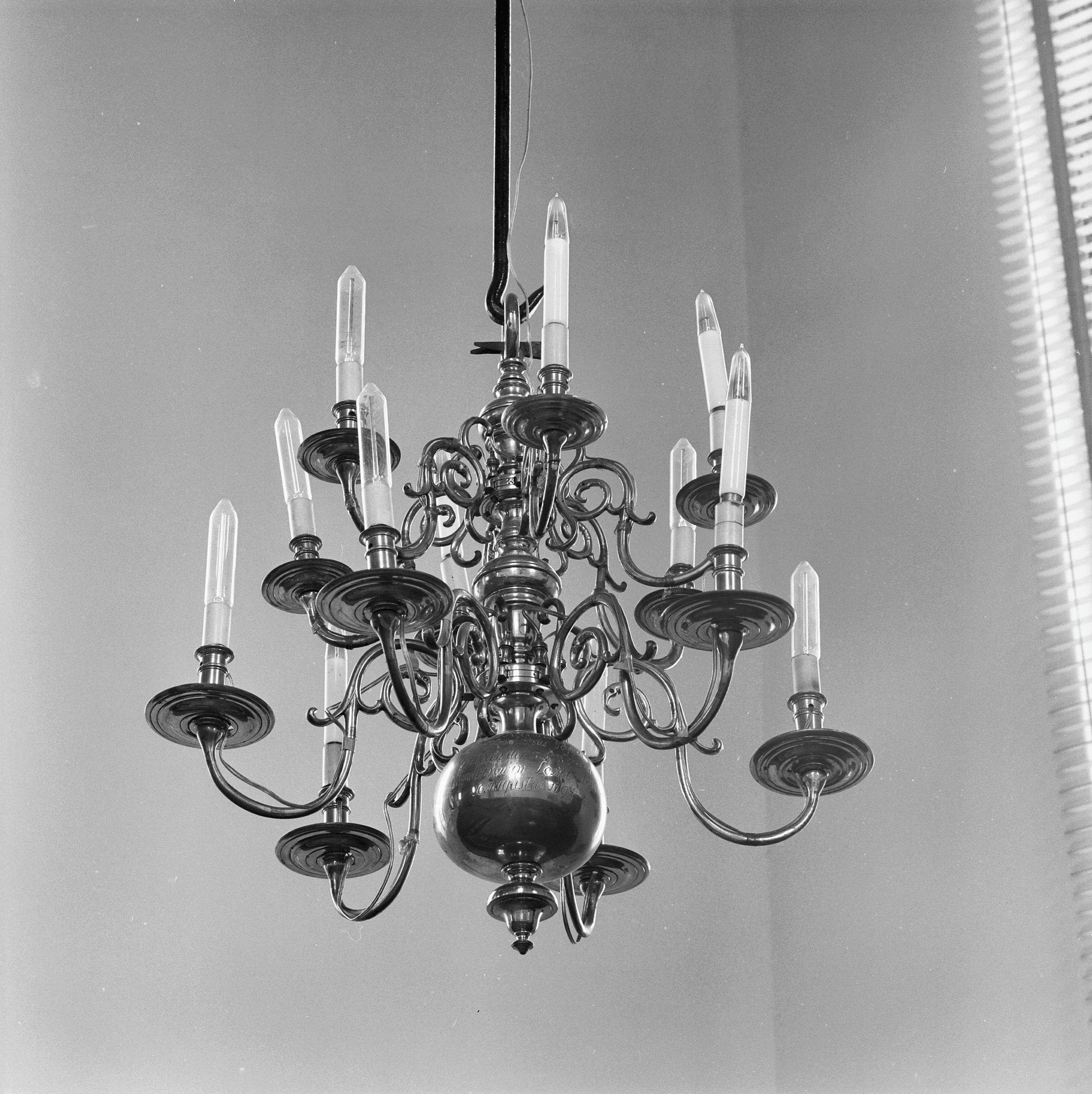
Kaarsenkroon - 1981
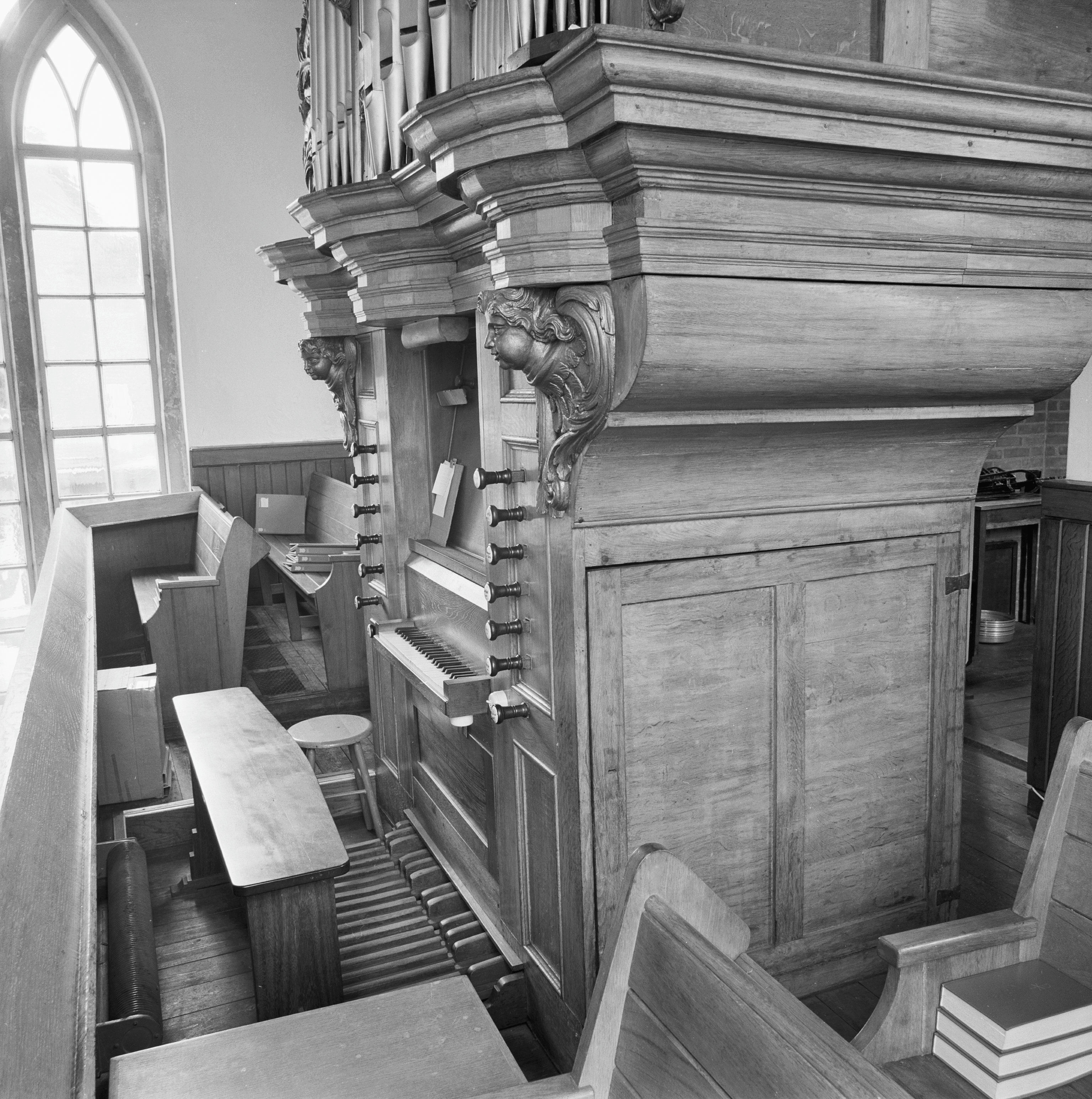
Orgel situatie 1981
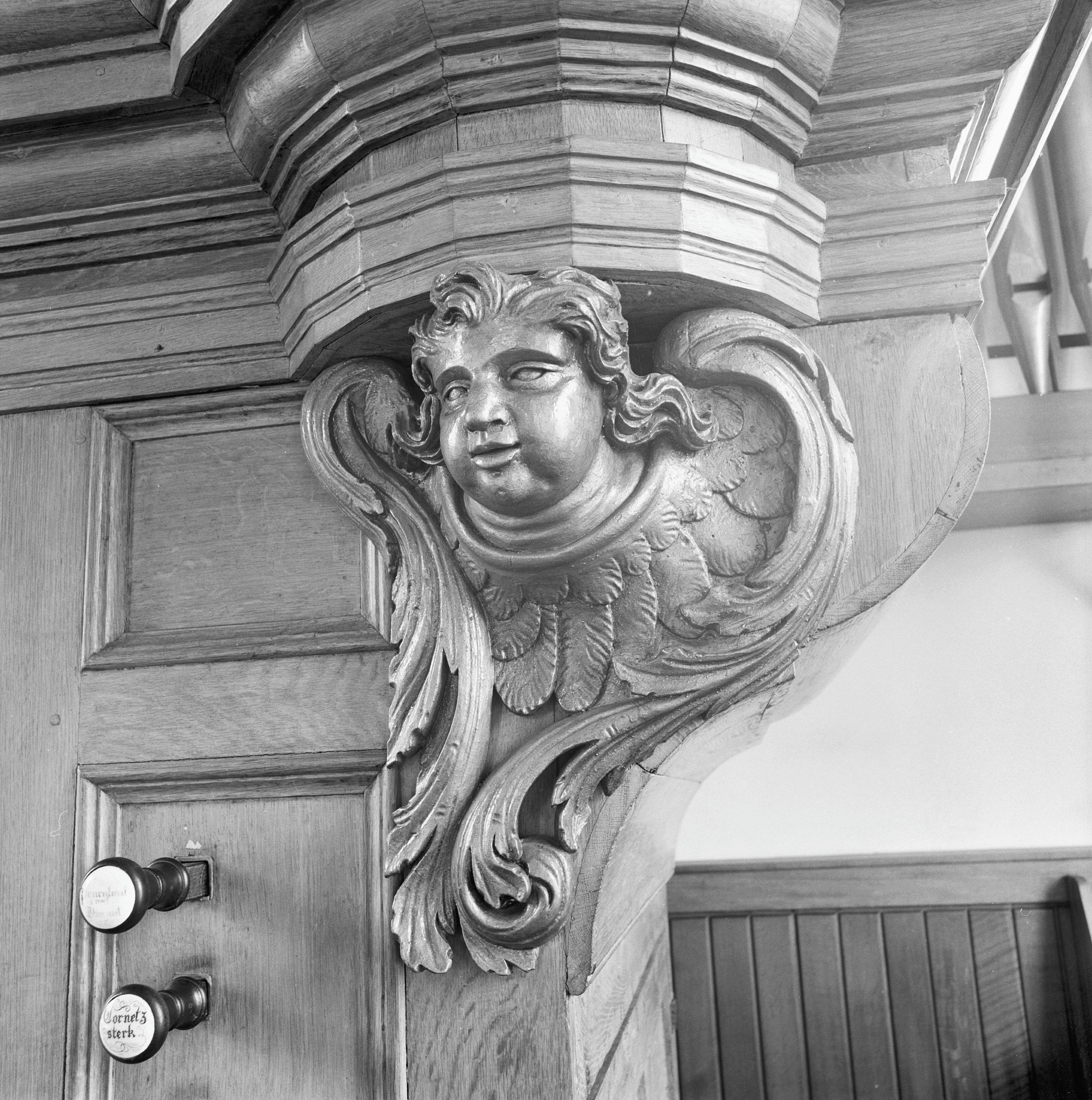
Orgel detail -1981
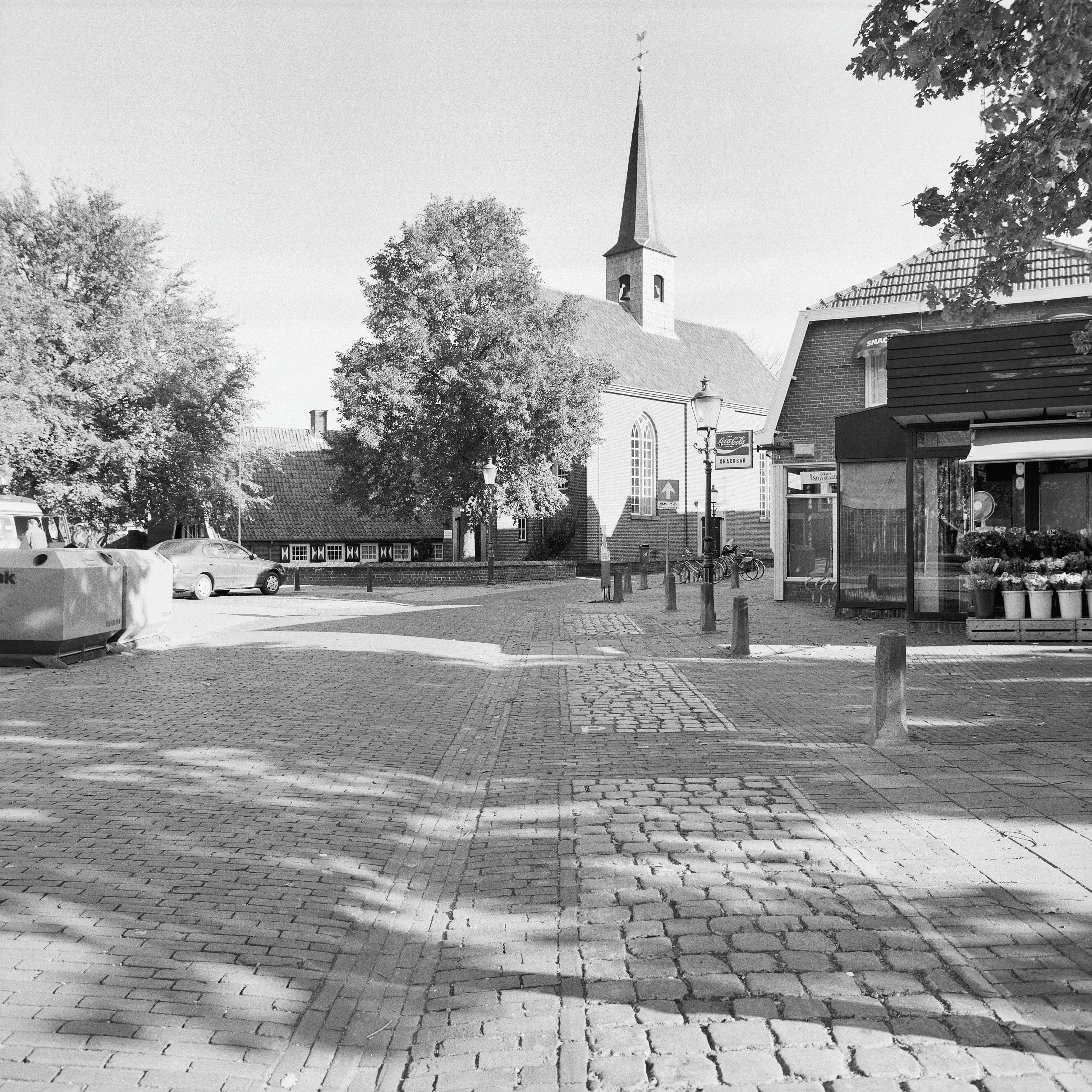
Overzicht 1997
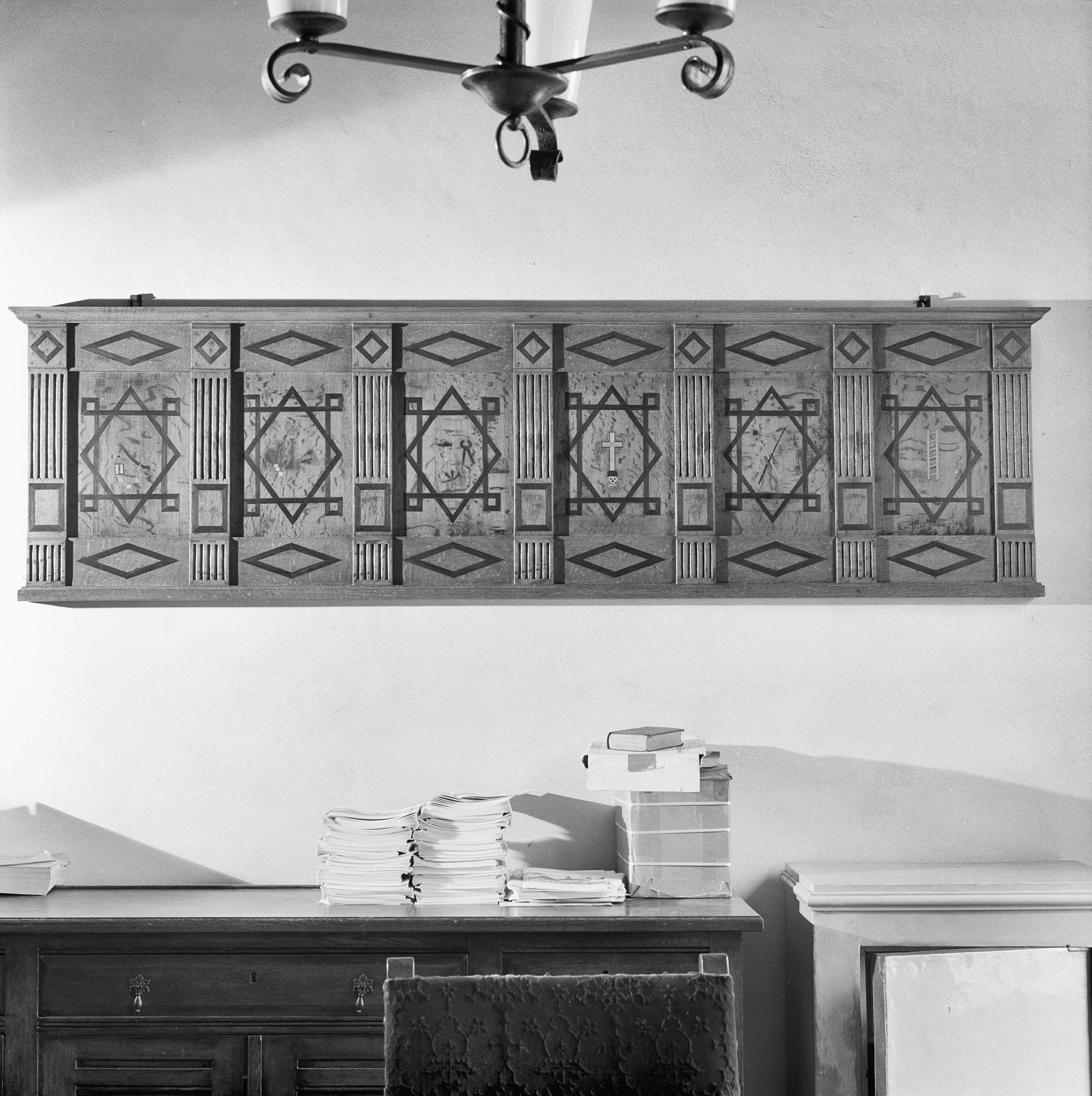
paneel -1981-
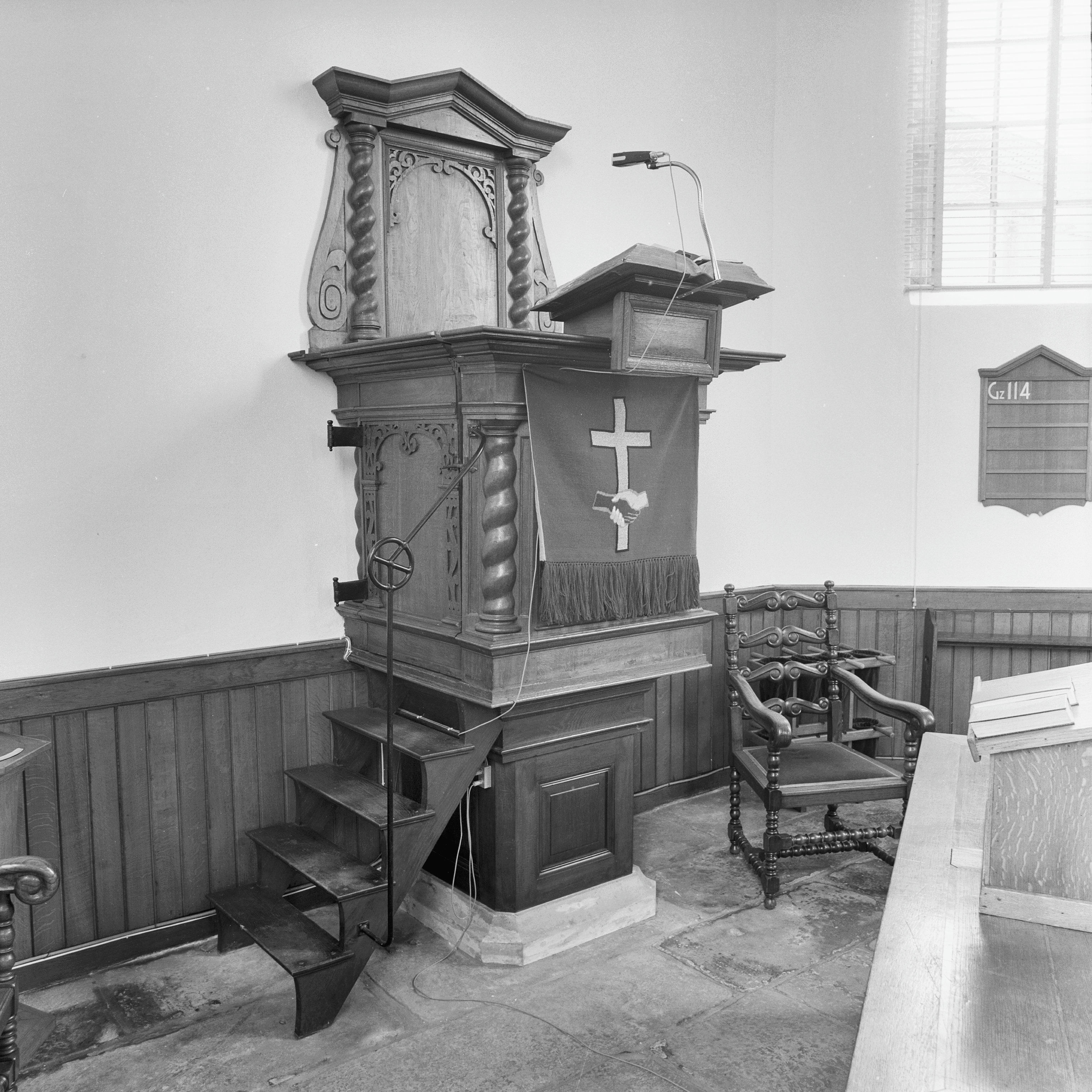
preekstoel -1981-
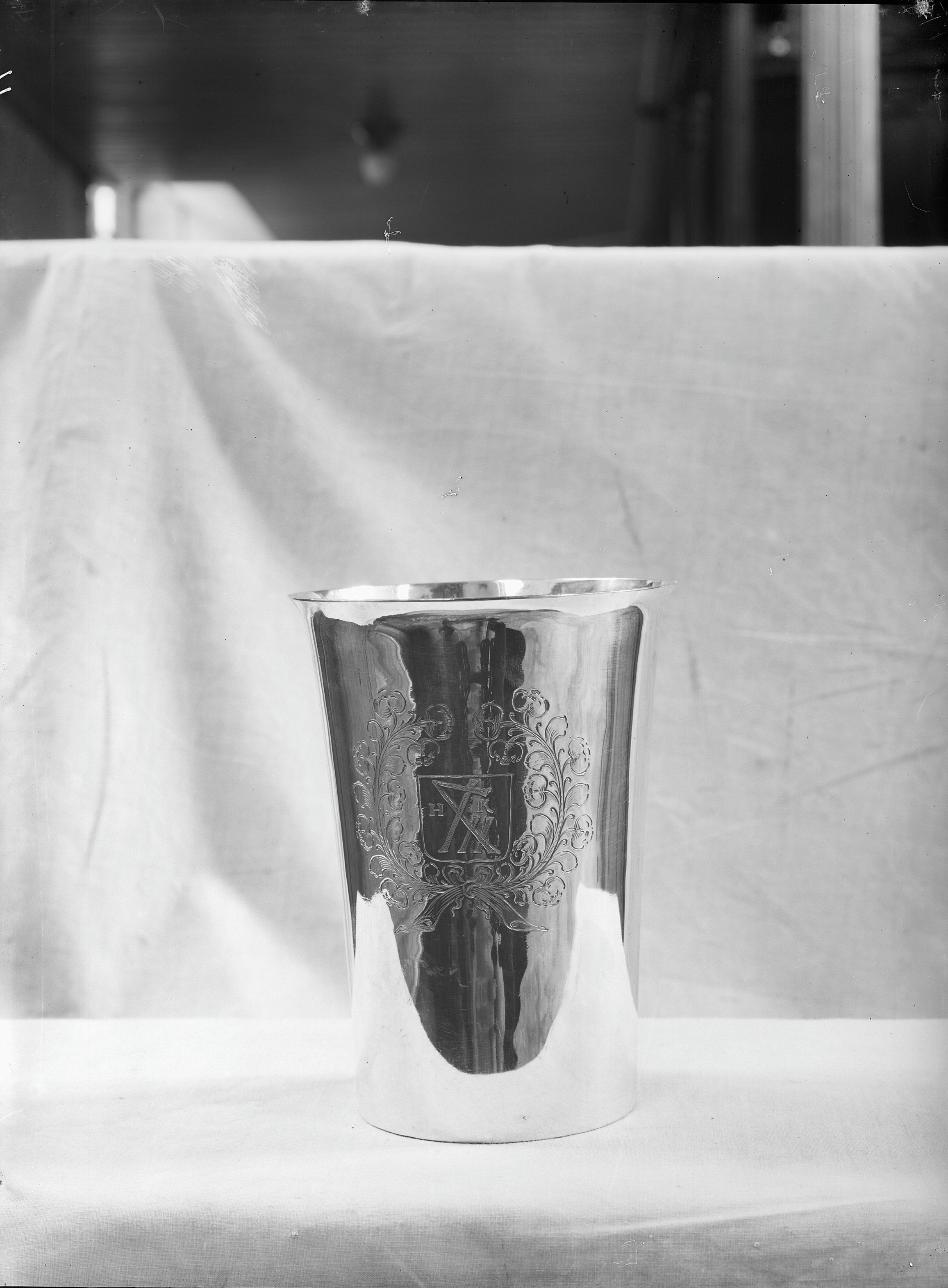
Zilveren avondmaalsbeker